# 駒形神社

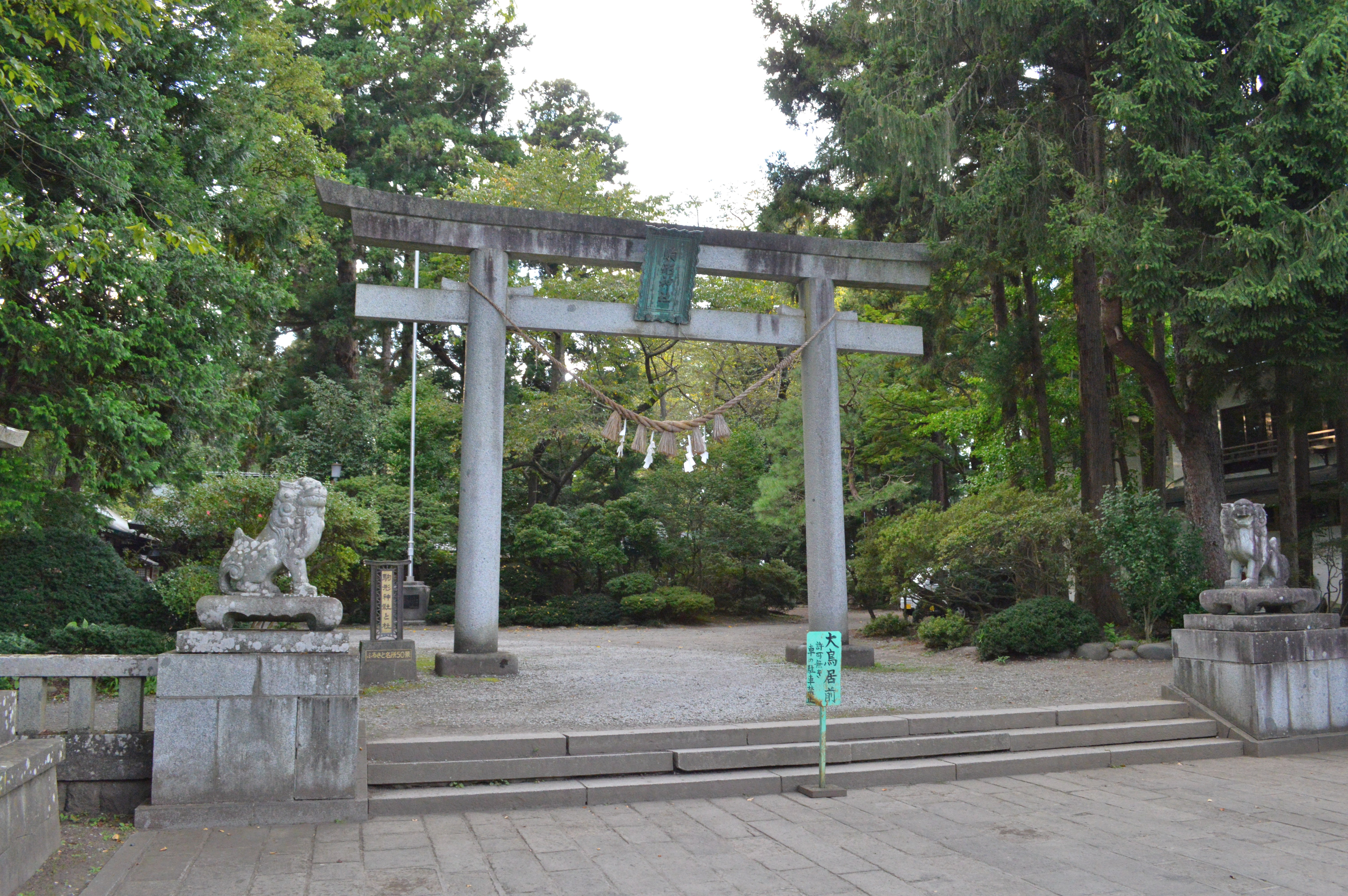
鳥居

駒形神社（こまがたじんじゃ）は、岩手県にある神社。奥州市水沢中上野町の本社、胆沢郡金ケ崎町西根の駒ヶ岳山頂の奥宮、胆沢郡金ケ崎町西根雛子沢の里宮からなる。式内社、旧社格は国幣小社で、現在は神社本庁の別表神社。陸中国の一之宮。

## 祭神
祭神は次の6柱で、「駒形大神」と総称される。
- 天照大御神 （あまてらすおおみかみ）
- 天常立尊 （あめのとこたちのみこと）
- 国狭立尊 （くにのさたちのみこと）
- 吾勝尊 （あかつのみこと）
- 置瀬尊 （おきせのみこと）
- 彦火尊 （ひこほのみこと）

当社は駒ヶ岳の神霊を祀ったものとされるが、古くよりその神霊を人格神に比定する諸説が挙げられている。現在の6柱とする説は、雛子沢里宮の寛政9年（1797年）棟札や、仙台藩編纂の『安永風土記』に記載が見られる。これらは、中近世の神仏混交期において駒ヶ岳外輪山を各天神地祇に擬したことに由来すると見られている（最高峰の大日岳に天照大神、第2の駒ヶ岳に天照大神の子の吾勝尊、など）。以上のほか、人格神を宇賀御魂大神・天照大神・天忍穂耳尊とする説、毛野氏の祖神とする説等がある。
祭神の駒形神は馬の守護神とされ、馬頭観音や大日如来と習合し、東日本の各地に勧請されて信仰されている。馬の守護神とされた背景は、古代に付近一帯が軍馬の産地であったことが考えられている。

## 歴史
当社は駒ヶ岳（焼石駒ヶ岳/駒形山）を祀る神社として、明治以前は駒ヶ岳山頂の本宮（奥宮）、北上市和賀町岩崎と金ケ崎町西根雛小沢の各里宮をして奉斎された。水沢の現在社（水沢本社）は明治36年（1903年）の新設である。それ以前の水沢本社の地は鹽竈神社（現・境内別宮）の境内地であった。以下、駒形神社一般の歴史について概説する。

### 創建
創建は不詳で、様々な伝承が現在に伝えられている。社伝の1つでは、雄略天皇（第21代）21年に、籠神社（京都府宮津市）から宇賀御魂大神を勧請して山頂に祀り、里宮に大宜津比売神と事代主神を配祀したが、のちに前記6柱となったという。
別伝では、景行天皇（第12代）40年に日本武尊が東征に際し、蝦夷平定のために前記6柱を勧請・創建したという。また、坂上田村麻呂が当地で倒れた愛馬を祀ったが、のちに慈覚大師（円仁）が廻国した際にその駒形神を駒ヶ岳山頂に移して本宮を造営、さらに源義家が前九年の役の際に戦勝祈願をしたともいう。
別説として、上毛野（のちの上野国、現・群馬県）を根拠とする上毛野氏一族が当地に来住するにあたり、駒ヶ岳を上毛野氏氏神の赤城山（赤城神社）に擬して奉斎したとする説もある。その中で、休火山である赤城山の外輪山に「駒形山」が存在することから、毛野氏が上毛野氏と下毛野氏に分かれた後にそれぞれ勢力を北に伸ばし、外輪山を持つ山の中で二番目の高峰を赤城山になぞらえて「駒ヶ岳」または「駒形山」と名付け、駒形大神を祀ったとする。そして雄略天皇の時代に、上毛野氏が奥州において現在の「駒ヶ岳」を見出して名づけ、山頂に駒形大神を勧請したのが始まりであるとするものである。この説に従えば、駒形神社の祭神は赤城山の神と同一か、深い関連を持つ存在ということになる。関連して、『続日本後紀』承和8年（841年）3月2日条には江刺郡擬大領として「上毛野胆沢公毛人」の名が見え、上毛野氏と胆沢との関わりが指摘される。
さらに赤城神社との関連では、源実朝が『金塊和歌集』において赤城神社を「からやしろ」と詠んでいることから、赤城神社は「から」すなわち中国や韓国に由来するともされるが、当時の朝鮮にあった高麗が「コマ」と呼ばれたことから、駒形という名称は、「高麗唐」すなわち「コマカラ」が「こまかた」のち「こまがた」に転訛したともいう。関連して箱根神社の摂社である駒形神社では、朝鮮から高麗大神が勧請されたとしている。
なお奥宮は現在駒ヶ岳に鎮座するが、元々は駒ヶ岳南方で最高峰の大日岳（経塚山）山頂にあったとする伝承がある。

### 概史
国史では仁寿元年（851年）に「駒形神」の神階が正五位下に、貞観4年（862年）に従四位下に昇叙された旨の記事が見える。従四位下の神階は陸奥国内で最高位になる（陸奥国内で従四位下は計9社）。駒形神社側ではこの神階について、駒形神社への坂上田村麻呂の崇敬が篤かった関係で、胆沢の鎮守府から神階を高くすべきとの申し出が何度もあったためと説明している。
また、延長5年（927年）成立の『延喜式』神名帳では陸奥国胆沢郡に「駒形神社」と記載され、式内社に列している。駒形神社側の見解では、全国の駒形神社の中で当社と宮城県栗原郡の駒形根神社の2社のみが神名帳に記載があるという。
平安時代頃には、上記の坂上田村麻呂のほか、源頼義・義家や平泉の藤原氏の崇敬も篤かったと伝える。箱根神社の縁起には、藤原秀衡が銅を鋳て駒形の神の像を作り祀るなど、藤原氏の駒形大神への信仰の篤さが読み取れる記載があるという。
江戸時代の時点では、駒ヶ岳は仙台藩と盛岡藩の境界であり、里宮はそれぞれの藩内に1社ずつがあった。また、山頂の本宮（奥宮）は両藩によって20年目ごとに交互に建て替えがなされていた。
明治4年（1871年）、山頂の本宮（奥宮）が近代社格制度において国幣小社に列するにあたり、本宮・里宮とも参拝に不便であるとして、当時の水沢県県庁に近い鹽竈神社の本殿が仮遥拝所となされた（鹽竈神社は境内社の春日神社に遷座）。そして明治7年（1874年）、社殿が改修されて正式な遥拝所とされた。明治36年（1903年）に山頂の神霊が遥拝所に遷され、元は鹽竈神社のものであった社殿等一切は駒形神社に編入された。鹽竈神社は境内別宮であった春日神社に合祀され、社名が「春日神社」から「鹽竈神社」に改称されることとなった。
戦後は神社本庁の別表神社に列し、近年では陸中国一宮とも称されている。
2010年（平成22年）8月1日、山頂の奥宮にある老朽化した社殿を解体し、新しく社殿を造営した。

### 神階
- 仁寿元年（851年）9月2日、正五位下 （『日本文徳天皇実録』） - 表記は「駒形神」。
- 貞観4年（862年）6月18日、正五位下から従四位下 （『日本三代実録』） - 表記は「駒形神」。

## 境内

### 本社
境内と水沢公園はヒガンザクラ系の桜の名所として知られ、老木の樹齢は250年から300年にも及ぶ。一帯は「駒形神社及び水沢公園のヒガン系桜群」として岩手県指定天然記念物に指定されている。

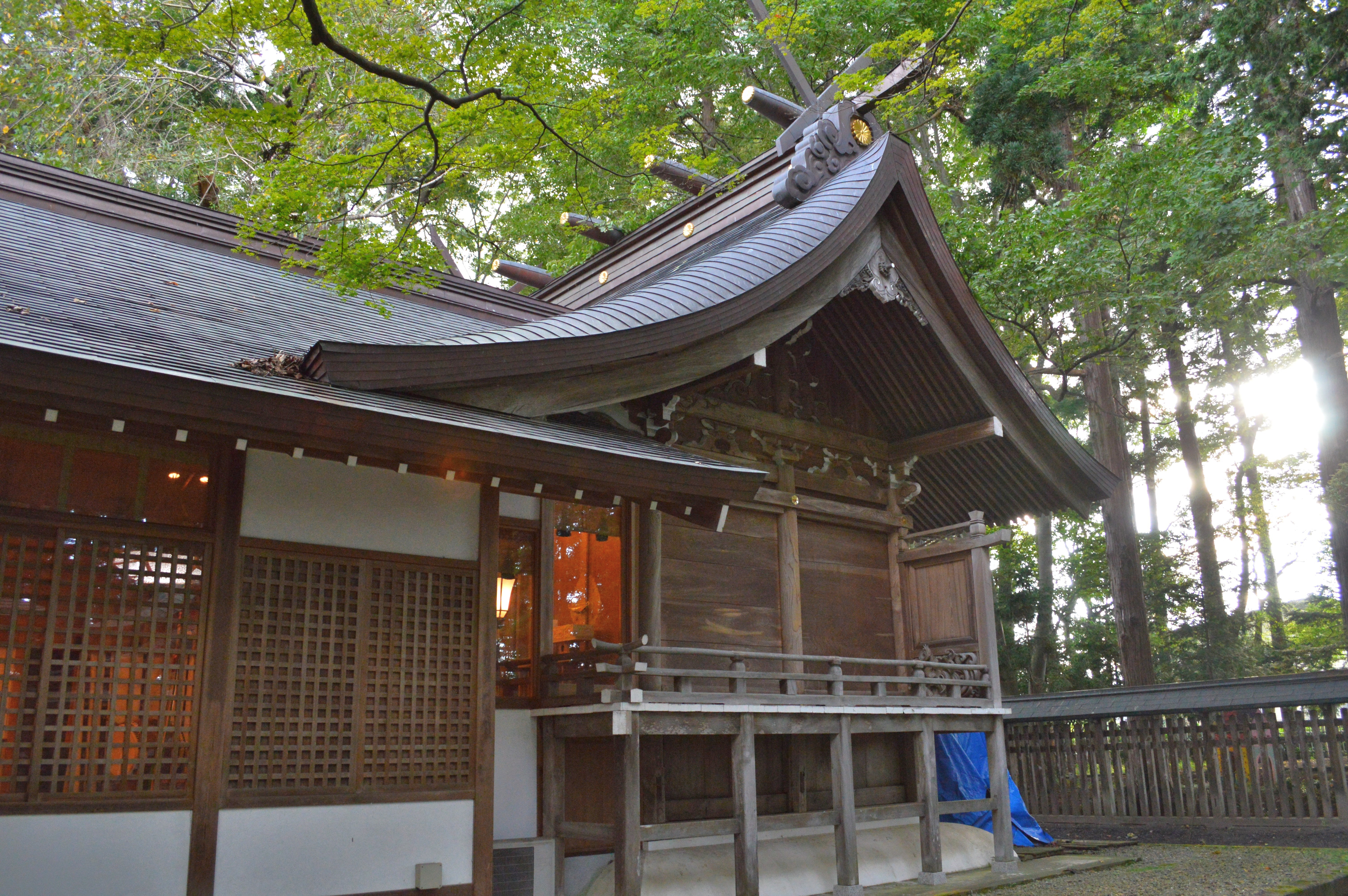
本殿
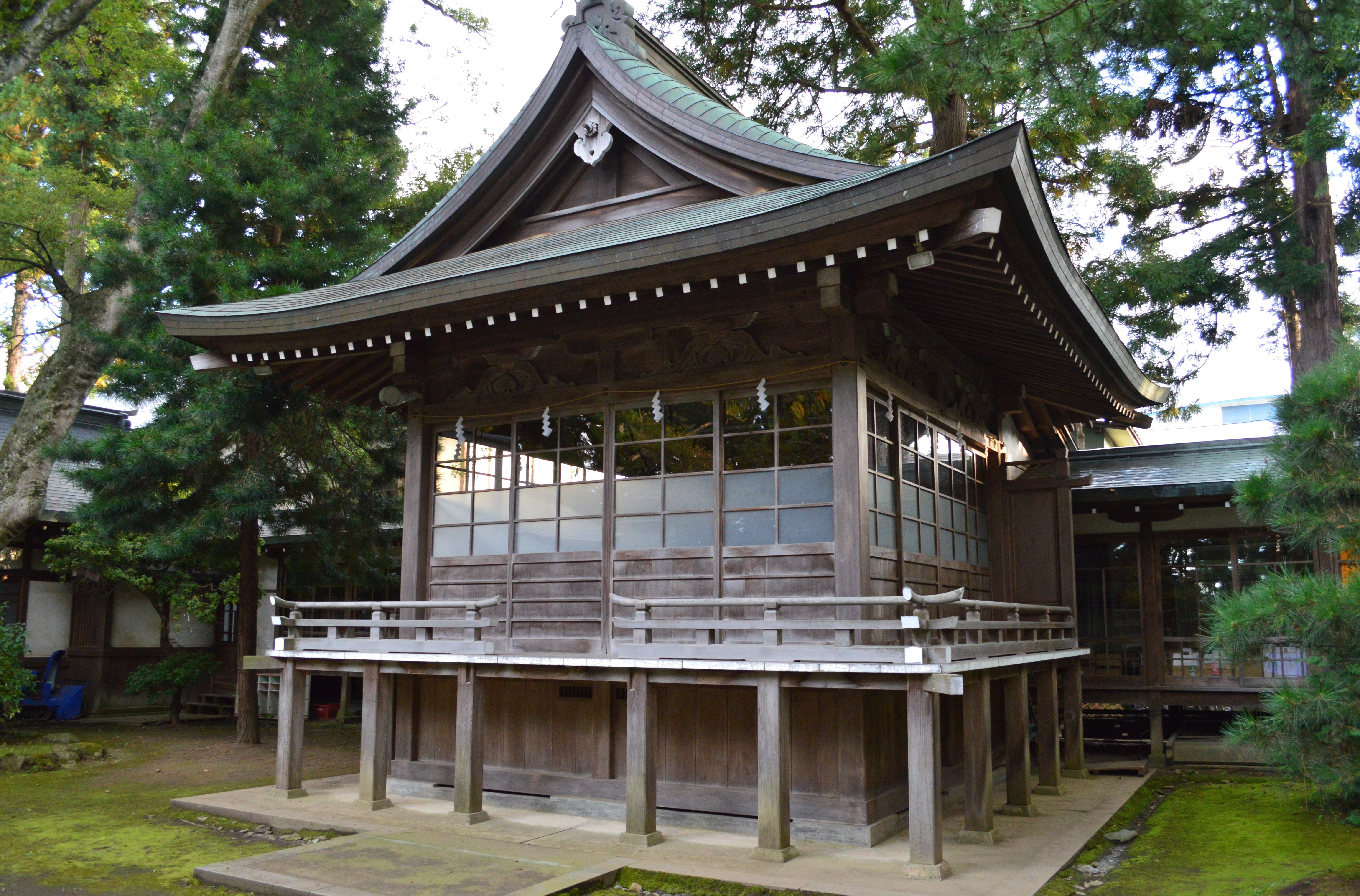
神楽殿
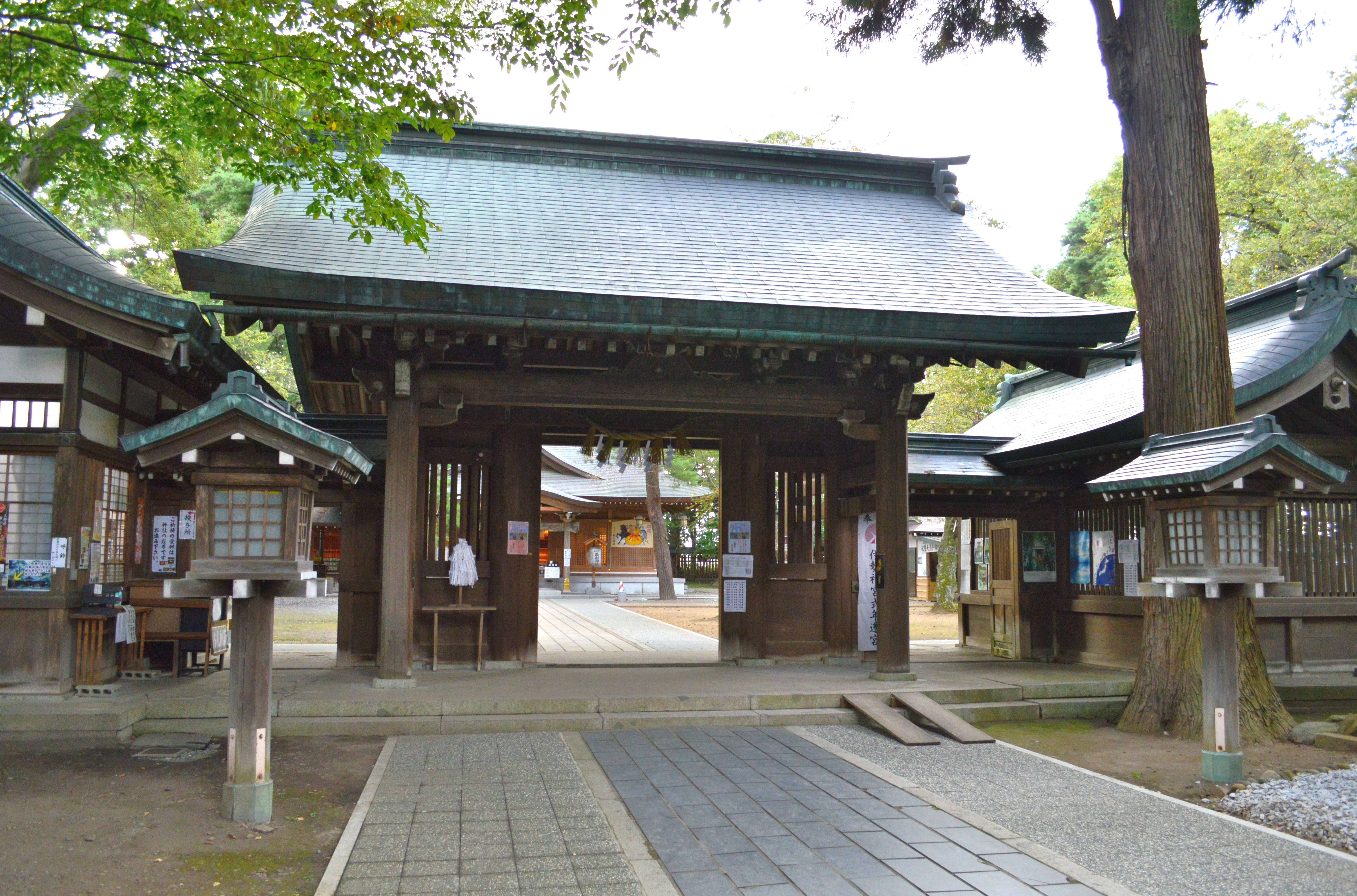
神門

### 奥宮・里宮
- 奥宮
  - 鎮座地：駒ヶ岳山頂

近世には「馬頭観音堂」と称されていた[5]。水沢本社の新設までは本宮であったが、以後は奥宮として推移している[5]。
- 雛小沢里宮（駒形神社）
  - 鎮座地：岩手県胆沢郡金ケ崎町西根雛子沢13
  - 祭神：国常立尊・大日孁貴尊・国狭槌尊・吾勝天主忍穂耳尊・彦火出見尊・置瀬尊[10]
  - 祭日：旧9月19日

## 摂末社

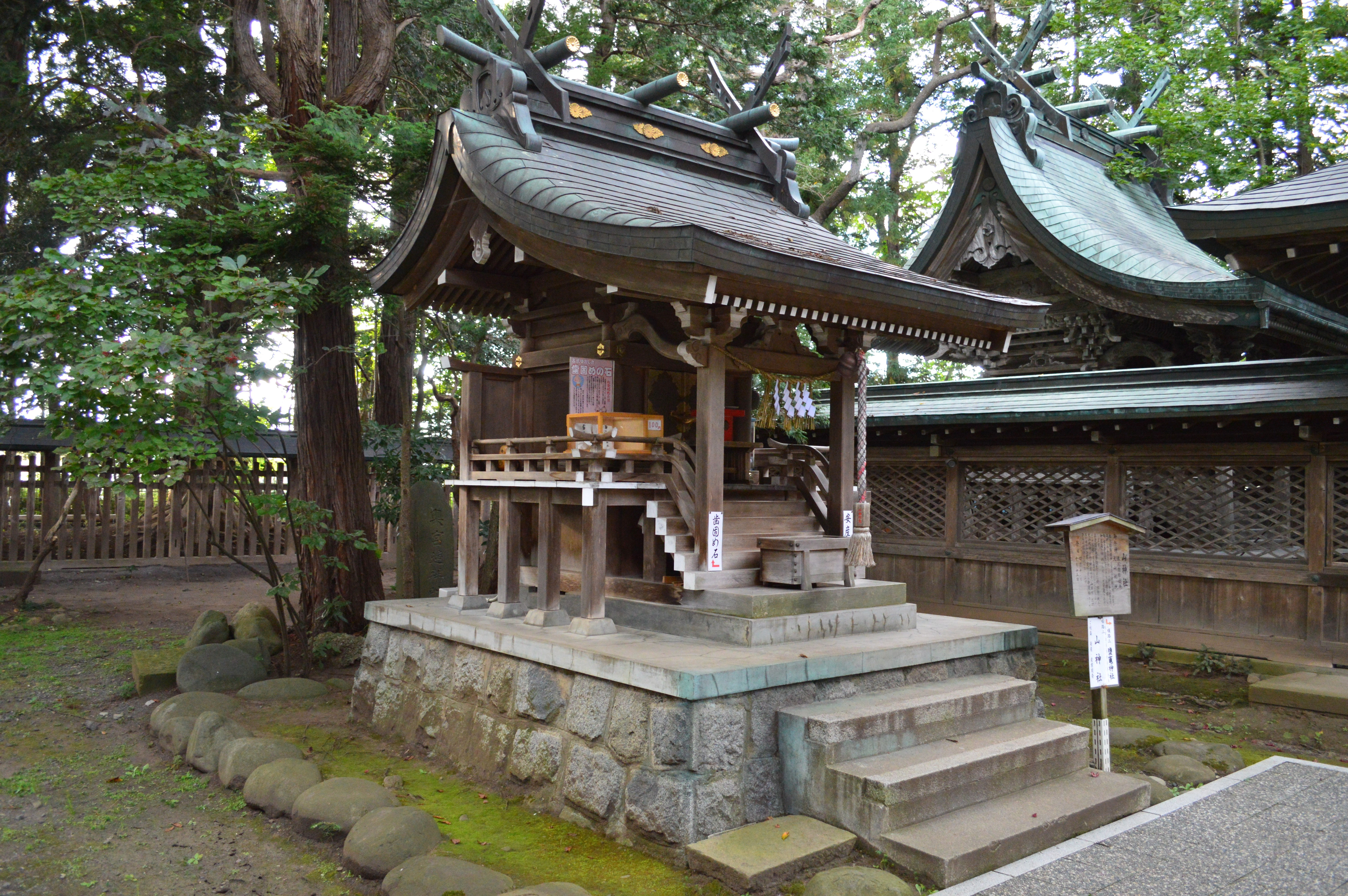
山神社（末社）
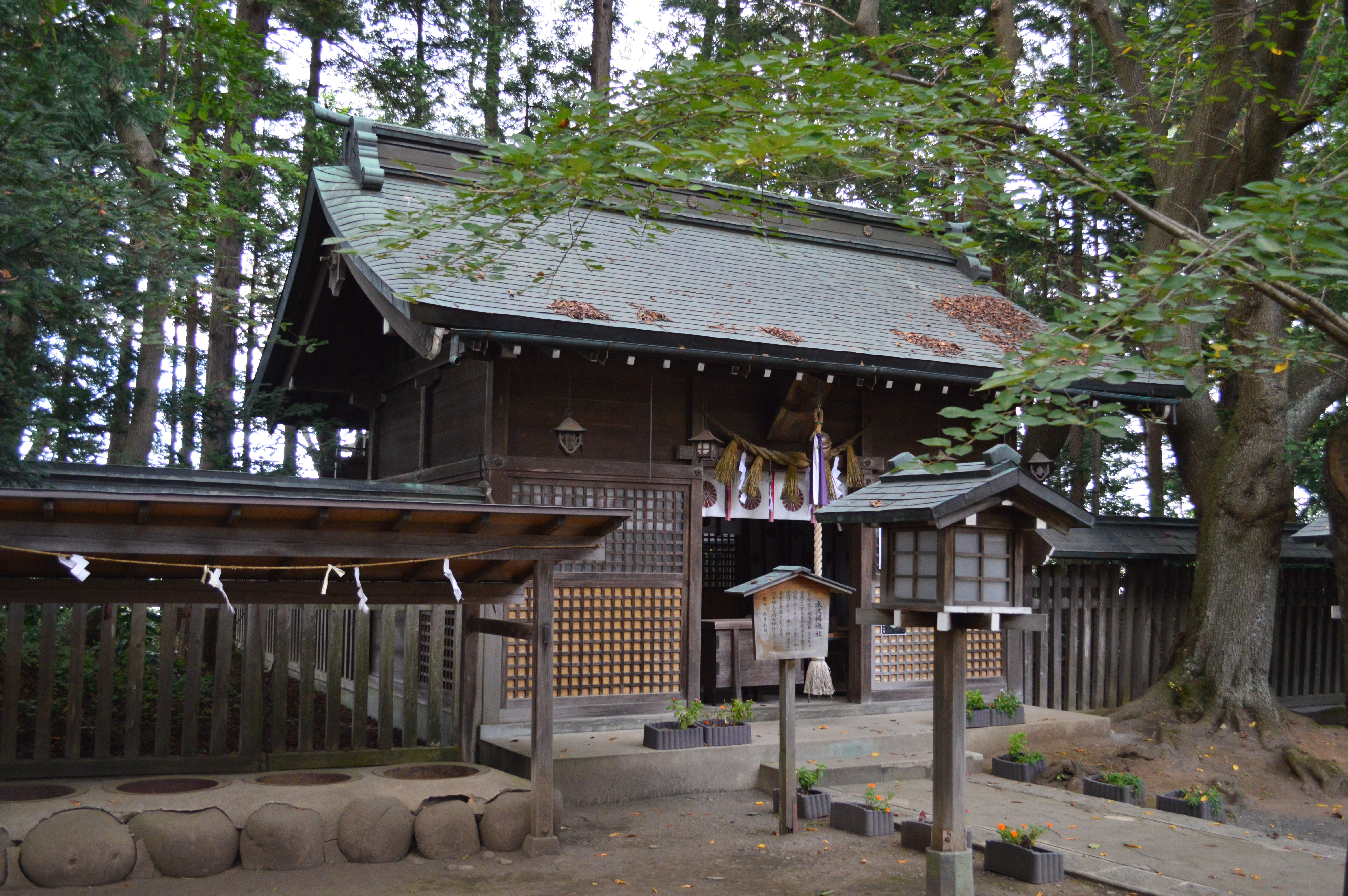
水沢招魂社

以下はいずれも本社境内社。
別宮
鹽竈神社

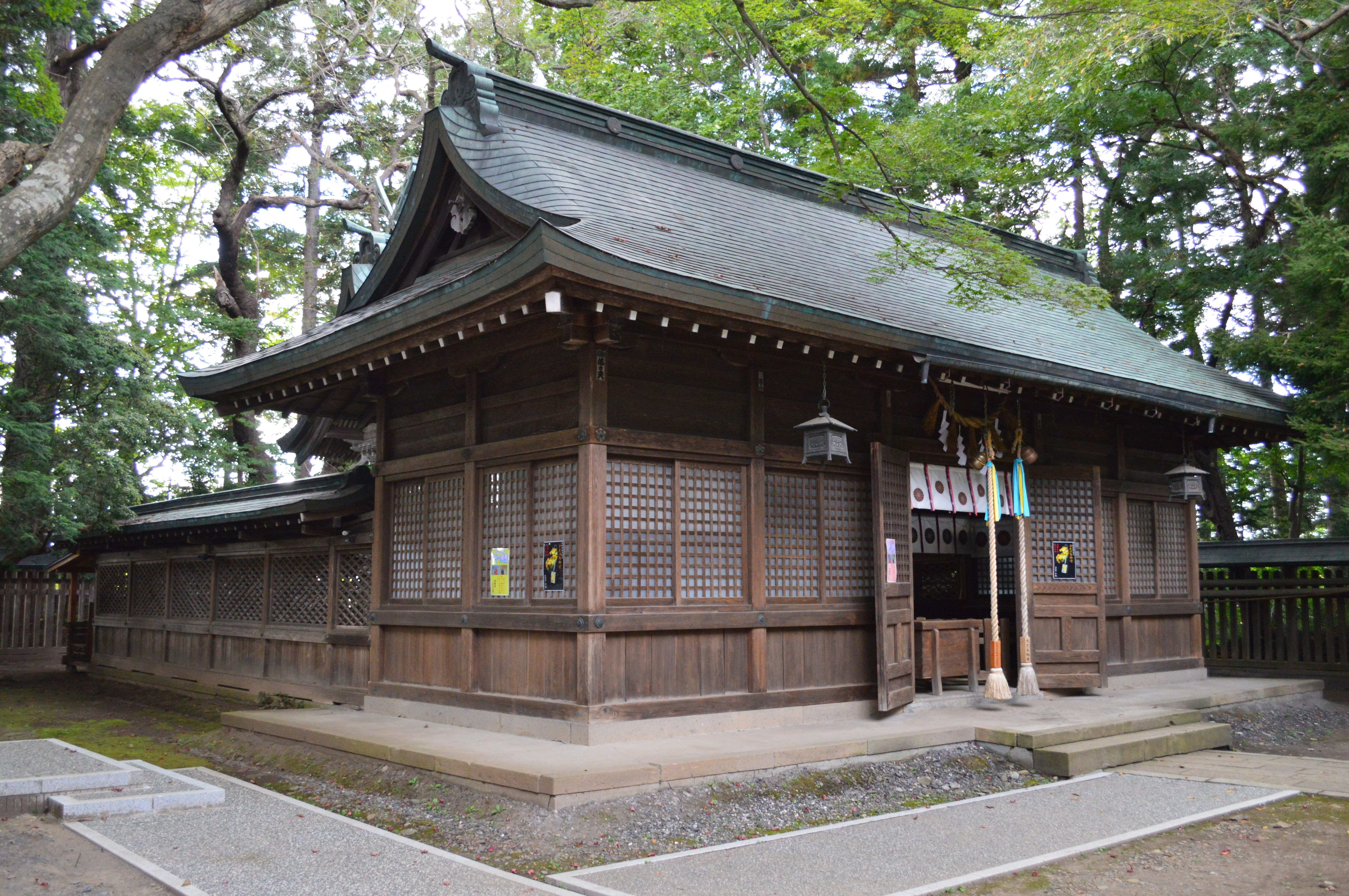
鹽竈神社（別宮）

- 祭神：鹽竈神（塩土老翁神・武甕槌神・経津主神）、相殿に春日神（天児屋根神・比賣神・藤原鎌足朝臣）
- 祭日：8月10日

駒形神社本社の新設以前より、当地に鎮座した神社である。創建は不詳ながら、元々は石田・大明神の地にあったといい、一伝では康平5年（1062年）に源頼義・義家父子が石田・大明神の屋敷に社殿を造営し塩竈神を勧請したことに始まるという。勧請元の鹽竈神社（宮城県塩竈市）は中世に留守氏の支配下にあったため、実際には寛文6年（1666年）に水沢城に入った留守宗利が勧請したことに始まると推測されている。
一伝では、留守宗利が再興、明和3年（1766年）に現在地に遷座したという。安政6年（1859年）の水沢大火で社殿は焼失したが、文久2年（1862年）に再興。のち当地に駒形神社が移るにあたって社殿を譲り、境内摂社の春日神社に遷座した。明治の一時期は駒形神社とは分割される独立社であったが、その後は駒形神社の境内別宮として推移している。
末社
山神社
- 祭神：木花開耶姫神・大山祇神
- 祭日：4月12日・10月12日

その他
水沢招魂社
- 祭神：郷土出身の国事殉難者1099柱
- 祭日：6月2日

かつては水沢公園内に鎮座した。明治11年（1878年）の伊勢神宮分霊の巡行に際して、水沢公園内にあった愛宕神社（安政6年（1859年）の水沢大火で焼失）の跡地上に行在所が建てられたことに始まる。この行在所は明治42年（1909年）に招魂社に改められたが、その後荒廃し、駒形神社境内に遷座して現在に至っている。
- 山神社（末社）
- 水沢招魂社

### 関係社
- 岩崎の元里宮（駒形神社）
  - 鎮座地：岩手県北上市和賀町岩崎18-25（北緯39度16分58.47秒 東経141度2分50.78秒 / 北緯39.2829083度 東経141.0474389度）
  - 祭神：保食神[13]

水沢本社の新設までは里宮であったが、現在は本社との関係は絶たれている。古くは煤孫にあったが、のちに和賀に移されたという[5]。

## 祭事
- 月次祭 （毎月1日・19日）[14]
- 歳旦祭 （1月1日）
- 祈年祭 （2月17日）
- 奉遷記念大祭（春祭） （5月3日）
- 招魂社大祭 （6月2日）
- 大祓式（夏越の大祓） （6月30日）
- 奥宮登拝祭 （8月1日）
- 別宮塩釜神社祭（夏祭） （8月10日）
- 例大祭（秋祭） （9月19日）
- 末社山神社祭 （10月12日）
- 新嘗祭（新穀感謝祭） （11月23日）
- 大祓式（年越の大祓） （12月30日）
- 除夜祭 （12月31日）

## 文化財

### 岩手県指定天然記念物
- 駒形神社及び水沢公園のヒガン系桜群 - 昭和41年3月8日指定[15]。

## 現地情報
所在地
- 本社：岩手県奥州市水沢中上野町1-83
- 奥宮：岩手県胆沢郡金ケ崎町西根字駒ヶ岳（駒ヶ岳山頂）
- 里宮：岩手県胆沢郡金ケ崎町西根雛子沢13

交通アクセス（水沢本社まで）
- 鉄道：東日本旅客鉄道（JR東日本）東北本線 水沢駅（徒歩約13分）

## 関連文献
- 『古事類苑』 神宮司庁編、駒形神社項。
  - 『古事類苑 第9冊』（国立国会図書館デジタルコレクション）470-471コマ参照。
- 白井永二・土岐昌訓編集『神社辞典』東京堂出版、1979年、146-147頁
- 『神道の本』学研、1992年、212頁